# Idunn Mons
L'Idunn Mons è una struttura geologica della superficie di Venere.
A seguito di analisi spettroscopiche effettuate con lo strumento VIRTIS che hanno evidenziato la presenza di eruzioni in tempi geologicamente recenti, sono state effettuate prove di datazione di minerali tipicamente presenti in un ambiente vulcanico quale quello di Venere, che suggerirebbero eruzioni in corso attività sismica recente sul pianeta, con  anomalie nella velocità dei venti nella bassa atmosfera, nella regione dove è situata l'Idunn Mons. Questo proverebbe la presenza di attività vulcanica.